# Otto Kleinert
Otto Richard Kleinert (ur. 1898, zm. ?) – zbrodniarz hitlerowski, członek załogi niemieckiego obozu koncentracyjnego Mauthausen-Gusen i SS-Rottenführer.
29 kwietnia 1943 wstąpił do Luftwaffe. Od 14 kwietnia 1944 do 5 maja 1945 pełnił służbę jako strażnik w Gusen, początkowo jeszcze jako członek Luftwaffe, ale 1 września 1944 wcielono go do Waffen-SS. W procesie załogi Mauthausen-Gusen (US vs. Andreas Battermann i inni) został skazany na karę 2 lat pozbawienia wolności za znęcanie się nad więźniami obozu.